# Augustine Thang Zawm Hung
Augustine Thang Zawm Hung (* 4. Dezember 1973 in Mindat, Chin-Staat) ist ein myanmarischer römisch-katholischer Geistlicher und Bischof von Mindat.

## Leben
Augustine Thang Zawm Hung studierte Philosophie am Priesterseminar in Pyin U Lwin und Theologie am Priesterseminar St. Joseph des Erzbistums Yangon. Am 17. November 2002 empfing er das Sakrament der Priesterweihe für das Bistum Hakha.
Nach der Priesterweihe war er zunächst in der Pfarrseelsorge tätig und studierte anschließend von 2005 bis 2009 am Päpstlichen Bibelinstitut in Rom, wo er das Lizenziat in biblischer Theologie erwarb. Von 2009 bis 2010 war er in der Diözesanverwaltung des Bistums Kalay und anschließend bis 2012 in gleicher Funktion in seinem Heimatbistum tätig. Von 2013 bis 2018 studierte er an der Universität Innsbruck und wurde in biblischer Theologie zum Dr. theol. promoviert. Von 2018 nis 2022 lehrte er als Professor am Priesterseminar St. Joseph in Yangon. Seither war er Pfarrvikar an der Herz-Jesu-Kirche in Mindat und Diözesanverantwortlicher für die Übersetzung der Heiligen Schrift in die lokalen Sprachen.
Papst Franziskus ernannte ihn am 25. Januar 2025 zum ersten Bischof des mit gleichem Datum errichteten Bistums Mindat. Der Erzbischof von Mandalay, Marco Tin Win, spendete ihm am 27. April desselben Jahres in der Kathedrale von Yangon die Bischofsweihe. Mitkonsekratoren waren der Bischof von Hakha, Lucius Hre Kung, und der Bischof von Kalay, Felix Lian Khen Thang.